# سید حسنی
به اعتقاد شیعیان، سید حسنی جوانی‌ست از نوادگان حسن مجتبی، امام دوم شیعیان، که در آخر الزمان از سرزمین گیلکان گیلان یا همان دیلم برمی‌خیزد و با صدای بلند می‌گوید که به فریاد مهدی آل محمد برسید که از شما کمک می‌طلبد.  او با سپاهی که بیشترش از مردم طالقان است، به کوفه لشکرکشی می‌کند و پس از پیروزی در آنجا، با مهدی بیعت می‌کند.
اکثر روایات در مورد سید حسنی ضعیف هستند و نجم‌الدین طبسی بر این باور است که به جز آنکه خروج او از علائم ظهور است، بقیهٔ اطلاعات در مورد او قابل اعتماد نیستند.
از جعفر صادق، امام ششم شیعیان، درباره سید حسنی این‌گونه روایت شده‌است:
حسنی، آن جوانمرد خوشرویی که از طرف سرزمین گیلکان خروج می‌کند و با بیان فصیح فریاد می‌زند: «ای آل احمد! اجابت کنید دردمند پریشان حال را و از پیرامون ضریح جدش رسول خدا ندا می‌کند» پس گنجینه‌های الهی در طالقان او را اجابت می‌کنند. [آن‌ها] گنج‌هایی از طلا و نقره نیستند؛ بلکه مردانی‌اند همانند قطعه‌های آهن. بر اسب‌های چابک سوار شده و حربه‌هایی به دست می‌گیرند. پیوسته ستمگران را می‌کشند، تا این‌که وارد کوفه می‌شوند؛ در حالیکه بیشتر جاهای زمین از لوث وجود بی دینان پاک گشته، سید حسنی آن‌جا را محل اقامت خود قرار می‌دهد.»
شیخ طوسی در الغیبه خروج او را از حجاز می‌داند که در ابتدا دعوی مهدویت می‌کند ولی سپس اعتراف کرده و با مهدی همراه می‌گردد.
امام ششم شیعیان، جعفر صادق اشاره دارد:
۴۰٬۰۰۰ نفر از افرادی که پیرو سید حسنی هستند و متمایل به گروه زیدیه می‌باشند، از آن سید جوان جدا می‌شوند و از دیدشان، همه دلایل و معجزه‌های حجت بن الحسن (مهدی) سحر و جادو پنداشته می‌گردد و با وی به مبارزه می‌پردازند. آن چهل هزار نفر با شعار دینی و قرآن به صف درآیند و با او عداوت می‌کنند و مصحف و قرآن به گردنشان آویزان می‌نمایند... لکن در هنگامی که معجزه‌ها و برهانهایی را که مهدی به آنها ارائه می‌دهد نمی‌پذیرند و در برابرش ستیزگی می‌کنند، مهدی تمامی آنها را همانند خوارج نهروان به خاک نهاده و به قتل میرساند.
مدارکی که سید حسنی از مهدی درخواست می‌کند این‌گونه گفته شده‌اند: عصا، انگشتر، پیراهن، زره، اسب، شتر، دل‌دل، یعفور، و براق پیامبر اسلام، و قرآن علی بن ابی‌طالب.